# Морошкино (Пищузький район)
Морошкино (рос. Морошкино) — присілок в Пищузькому районі Костромської області Російської Федерації.
Населення становить 62 особи. Входить до складу муніципального утворення Пищузьке сільське поселення.

## Історія
Від 1944 року населений пункт у складі Пищузького району відійшов до новоутвореної Костромської області.
Від 2007 року входить до складу муніципального утворення Пищузьке сільське поселення.

## Населення
| 2008 | 2010 | 2014 |
| ---- | ---- | ---- |
| 62   | ↘59  | ↗62  |